# 涙の色
「涙の色」（なみだのいろ）は、℃-uteのメジャー5枚目（通算9枚目）のシングル。2008年4月23日にzetimaから発売された。

## 概要
- 初回生産限定盤はCD+DVDで、通常盤はCDのみである。また、初回生産限定盤、通常盤（初回仕様）ともイベント抽選シリアルナンバーカードが封入されている。
- 元々は歌詞が全く異なる「ジュリエット ジュリエット」というタイトルの楽曲であったが、発売直前に変更された[2]。なお、この「ジュリエット ジュリエット」は℃-uteのベストアルバム『℃OMPLETE SINGLE COLLECTION』に収録されている（通常盤のみ）。
- カップリング曲「ダーリン I LOVE YOU」は、Berryz工房との競作となっており、Berryz工房 ver.とは2番の歌詞が異なる。

## 収録曲
全作詞・作曲：つんく
1. 涙の色
編曲：藤澤慶昌
2. ダーリン I LOVE YOU (℃-ute ver.)
編曲：酒井ミキオ
3. 涙の色 (Instrumental)

## 参加ミュージシャン
涙の色
- プログラミング&ギター：藤澤慶昌
- アコースティックギター：古川昌義
- コーラス：稲葉貴子・竹内浩明

ダーリン I LOVE YOU (℃-ute ver.)
- プログラミング&ギター：酒井ミキオ

## 収録アルバム
| 曲名                             | アルバム                                     | 発売日         | 備考                       |
| -------------------------------- | -------------------------------------------- | -------------- | -------------------------- |
| 涙の色                           | ④憧れ My STAR                                | 2009年1月28日  | 4thオリジナルアルバム      |
| 涙の色                           | ℃-uteなんです!全シングル集めちゃいましたっ!① | 2009年11月18日 | ベストアルバム             |
| 涙の色                           | ℃OMPLETE SINGLE COLLECTION                   | 2017年5月3日   | ベストアルバム DISC1       |
| 涙の色 (2012神聖なる Ver.)       | ②℃-ute神聖なるベストアルバム                 | 2012年11月21日 | ベストアルバム             |
| ダーリン I LOVE YOU (℃-ute Ver.) | ℃OMPLETE SINGLE COLLECTION                   | 2017年5月3日   | ベストアルバム 通常盤DISC4 |